# Cytherelloidea sarsi
Cytherelloidea sarsi är en kräftdjursart som beskrevs av H.S. Puri 1960. Cytherelloidea sarsi ingår i släktet Cytherelloidea och familjen Cytherellidae. Inga underarter finns listade i Catalogue of Life.